# Funktionsträning
Funktionsträning är träning som innehåller övningar som påminner om rörelser man använder i vardagen, vare sig i hemmet, på arbetet eller under idrottande, i syfte att minska risken för skador och för att förbättra prestationen. Funktionsträning tenderar att i samma övning träna flera muskler och muskelgrupper, samt att också öva balans, koordination och ledfunktion. Med sådan träning kan sådant förbättras som kroppshållning, kroppsmedvetenhet, och vardagsfunktioner.
Funktionsträning kan användas av friska personer eller vid rehabilitering. 